# هنري أغسطس ريفيس
هنري أغسطس ريفيس (بالإنجليزية: Henry Augustus Reeves)‏ هو سياسي أمريكي، ولد في 7 ديسمبر 1832 في الولايات المتحدة، وتوفي في 4 مارس 1916. حزبياً، نشط في الحزب الديمقراطي. انتخب عضو جمعية ولاية نيويورك وانتخب عضو مجلس النواب الأمريكي.

## الدراسة
التحق ريفيس بمدارس خاصة في ساغ هاربور وأكاديمية ساوثهامبتون وجامعة ميتشيغان في آن آربر لمدة ثلاث سنوات. تخرج من كلية الاتحاد بسكنيكتادي، نيويورك في عام 1852. درس القانون وتم قبوله في نقابة المحامين.